# Zaranj
Zaranj é uma cidade do Afeganistão, capital da província de Nimruz.